# Saxifraga carpetana
Saxifraga carpetana är en stenbräckeväxtart. Saxifraga carpetana ingår i Bräckesläktet som ingår i familjen stenbräckeväxter.

## Underarter
Arten delas in i följande underarter:
- S. c. atlantica
- S. c. carpetana
- S. c. graeca

## Bildgalleri

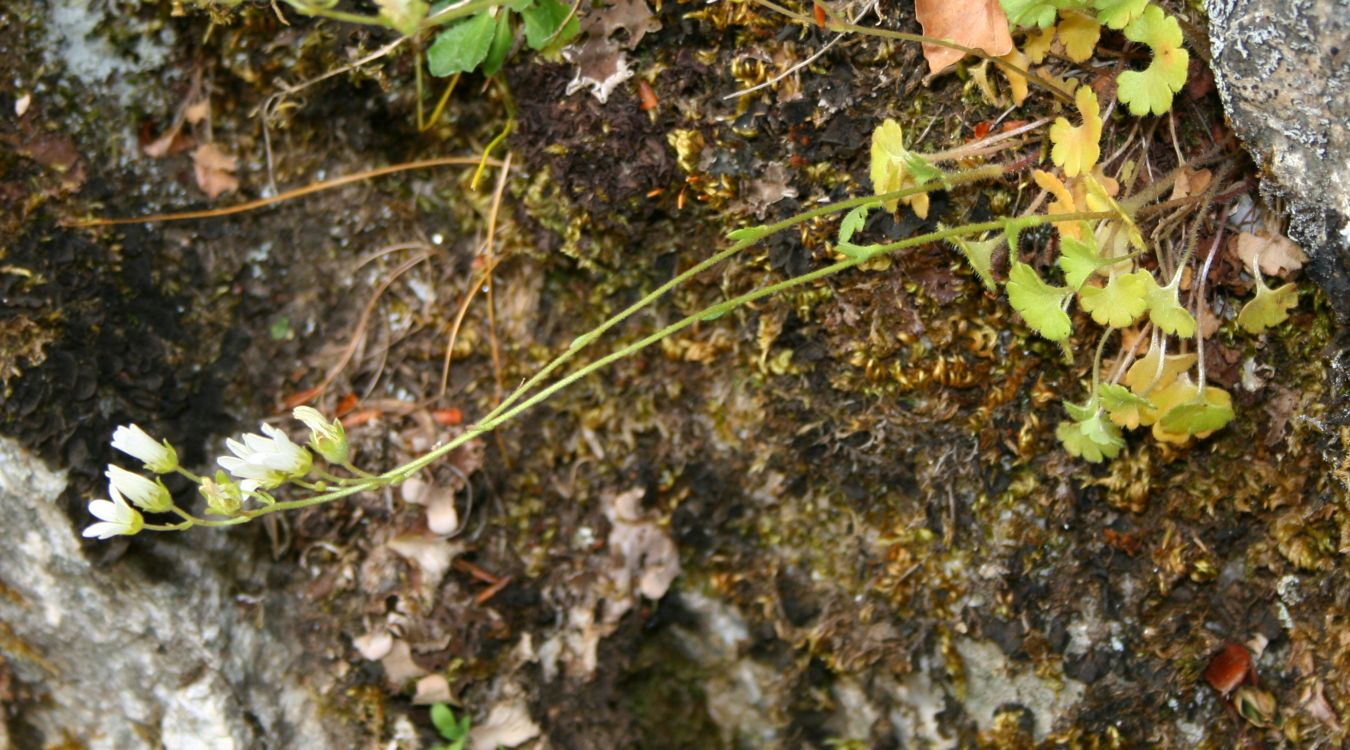
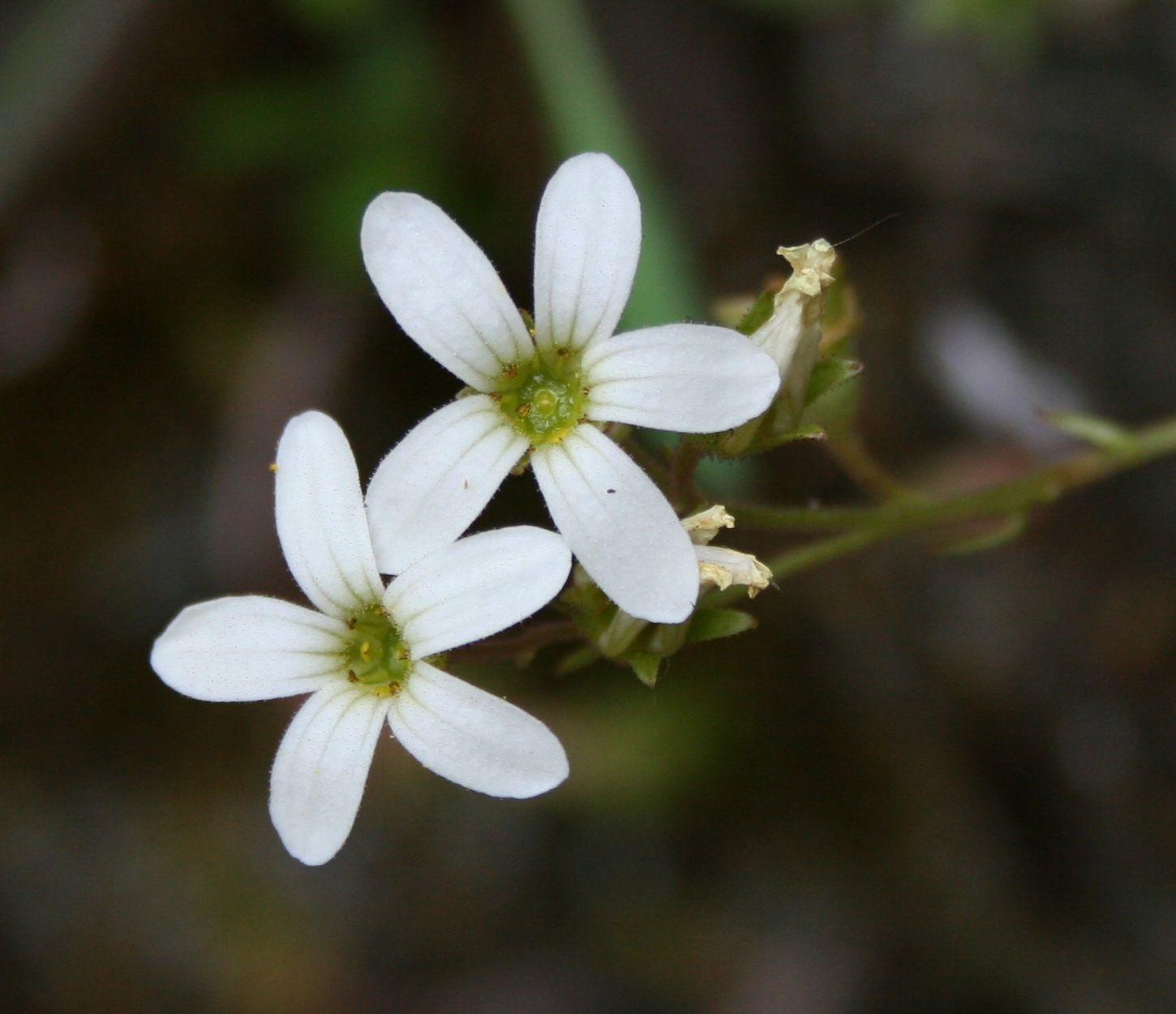